# Demetrio Mansilla Reoyo
Demetrio Mansilla Reoyo (* 23. November 1910 in Los Ausines, Kastilien und León, Spanien; † 7. Dezember 1998) war ein spanischer katholischer Priester. Er wirkte unter anderem als Bischof von Ciudad Rodrigo.

## Leben
Demetrio Mansilla Reoyo empfing nach dem Studium der Katholischen Theologie und Philosophie am 22. September 1934 das Sakrament der Priesterweihe.
Am 15. November 1958 ernannte ihn Papst Johannes XXIII. zum Titularbischof von Erythrae und bestellte ihn zum Weihbischof in Burgos. Der Erzbischof von Burgos, Luciano Pérez Platero, spendete ihm am 4. Januar 1959 die Bischofsweihe; Mitkonsekratoren waren der Bischof von Orense, Ángel Temiño Sáiz, und der Bischof von Calahorra y La Calzada, Abilio del Campo y de la Bárcena.
Am 7. Juli 1964 ernannte ihn Papst Paul VI. zum Bischof von Ciudad Rodrigo. Am 7. Januar 1988 nahm Papst Johannes Paul II. das von Demetrio Mansilla Reoyo aus Altersgründen vorgebrachte Rücktrittsgesuch an.
Demetrio Mansilla Reoyo nahm an allen vier Sitzungsperioden des Zweiten Vatikanischen Konzils teil.